# جليل زيدان
جليل زيدان لاعب كرة قدم عراقي سابق وكان مركزه حارس المرمى ومدرب حراس مرمى حاليا، لعب مع نادي القوة الجوية والزوراء، كما شارك مع منتخب العراق في كأس آسيا 1996 والتي استضافتها الإمارات.

## مصدر
1. ↑  اللاعب: جليل زيدان نسخة محفوظة 18 ديسمبر 2018 على موقع واي باك مشين.

## وصلة خارجية
- جليل زيدان على موقع ناشيونال فوتبول تيمز (الإنجليزية)